# هور الشويجة
هور الشويجة وهو أحد أهوار محافظة واسط في العراق ويقع شرق نهر دجلة بين قضاء علي الغربي والكوت طوله حوالي 25 ميلا يزداد في موسم الفيضانات حتى يترك مسافة قليلة بينه وبين نهر دجلة وأن هذا الهور يقترب من طريق الكوت بدرة ثم إلى داخل إيران.